# Liste der Wappen im Landkreis Kassel
Diese Liste zeigt die Wappen der Städte und Gemeinden sowie Wappen von ehemals selbständigen Gemeinden und aufgelösten Landkreisen im Landkreis Kassel in Hessen.
In dieser Liste werden die Wappen mit dem Gemeindelink angezeigt.
Die Blasonierung der Wappen erfolgt, soweit vorhanden, auf der Seite der jeweiligen Gebietskörperschaft.

Wappen des Landkreises Kassel[1]
Lage des Landkreises Kassel in Hessen
Lage des Landkreises Kassel in Deutschland

## Wappen der Städte und Gemeinden
- Gemeinde
Ahnatal[2]
- Gemeinde
Bad Emstal
- Stadt
Bad Karlshafen[3]
- Stadt
Baunatal[4]
- Gemeinde
Breuna[5]
- Gemeinde
Calden[6]
- Gemeinde
Espenau[7]
- Gemeinde
Fuldabrück[8]
- Gemeinde
Fuldatal[9]
- Stadt
Grebenstein[10]
- Gemeinde
Habichtswald[11]
- Gemeinde
Helsa[12]
- Stadt
Hofgeismar[13]
- Stadt
Immenhausen[14]
- Gemeinde
Kaufungen[15]
- Stadt
Liebenau[16]
- Gemeinde
Lohfelden[17]
- Stadt
Naumburg[18]
- Gemeinde
Nieste[19]
- Gemeinde
Niestetal[20]
- Gemeinde
Reinhardshagen[21]
- Gemeinde Schauenburg[22]
- Gemeinde
Söhrewald[23]
- Stadt
Trendelburg[24]
- Stadt
Vellmar[25]
- Gemeinde
Wesertal[26]
- Stadt
Wolfhagen[27]
- Stadt
Zierenberg[28]

## Wappen ehemaliger Landkreise

Landkreis Hofgeismar[29]
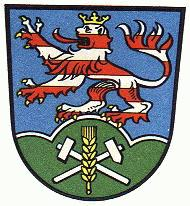
Landkreis Kassel
Landkreis Wolfhagen[31]

## Wappen ehemals selbständiger Städte und Gemeinden

Gemeinde Calden
Gemeinde Bad Emstal
Ortsteil Ehrsten[32]
- Gemeinde Wesertal
Ortsteil Gieselwerder[33]
- Gemeinde Wesertal
Ortsteil Heisebeck[34]
Stadt Bad Karlshafen Stadtteil Helmarshausen[35]
Stadt Immenhausen
Stadtteil Immenhausen[36]

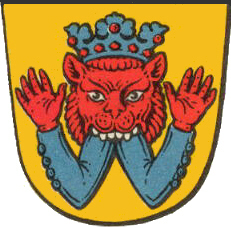
Gemeinde Calden Ortsteil Ehrsten
Gemeinde Wesertal Ortsteil Gieselwerder
Gemeinde Wesertal Ortsteil Heisebeck
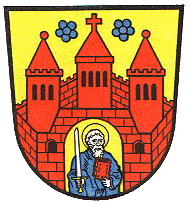
Stadt Bad Karlshafen Stadtteil Karlshafen
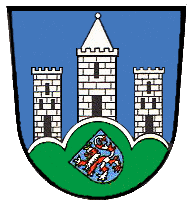
Stadt Immenhausen Stadtteil Immenhausen
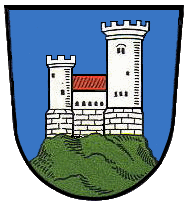
Stadt Bad Karlshafen Stadtteil Karlshafen
Gemeinde Oberweser
Gemeinde Söhrewald Ortsteil Wellerode
Gemeinde Wahlsburg
Gemeinde
Oberweser[38]
Gemeinde Söhrewald
Ortsteil Wellerode[39]
Gemeinde
Gemeinde Fuldabrück
Gemeinde Fuldatal
Stadt Grebenstein
Gemeinde Habichtswald
Gemeinde Helsa
Stadt Hofgeismar
Stadt Immenhausen
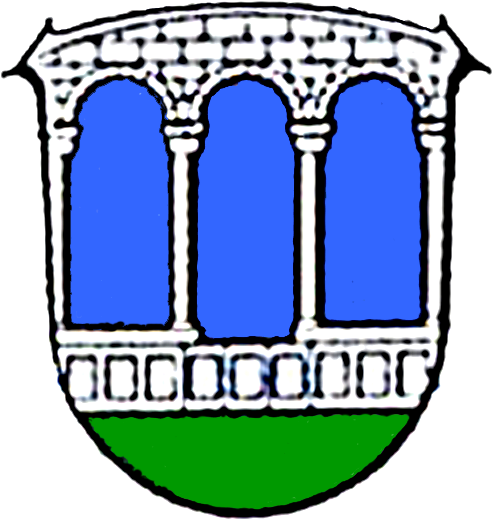
Gemeinde Kaufungen
Stadt Liebenau
Gemeinde Lohfelden
Stadt Naumburg
Gemeinde Nieste
Gemeinde Niestetal
Gemeinde Reinhardshagen
Gemeinde Schauenburg
Gemeinde Söhrewald
Stadt Trendelburg
Stadt Vellmar
Gemeinde Wesertal
Stadt Wolfhagen
Stadt Zierenberg
Wahlsburg[40]

## Blasonierungen
1. ↑  Landkreis Kassel: „Im von Blau und Gold schräglinks geteilten Schild oben der goldgekrönte und -bewehrte, wachsende hessische Löwe, unten drei fächerförmig gestellte grüne Eichenblätter, denen zwei hintereinander liegende, schräglinks gestellte schwarze Wolfsangeln aufgelegt sind.“ 
(§ 1 der Satzung zum Schutze des Wappens und der Flagge des Landkreises Kassel (Memento des Originals vom 24. Dezember 2013 im Internet Archive)  Info: Der Archivlink wurde automatisch eingesetzt und noch nicht geprüft. Bitte prüfe Original- und Archivlink gemäß Anleitung und entferne dann diesen Hinweis. vom 2. November 2011, Wappen genehmigt am 9. Mai 1975)
2. ↑  Ahnatal: „Im roten Schild eine silberne heraldische Lilie.“
3. ↑  Bad Karlshafen: „Der durch einen silbernen Zinnenkranz von Blau und Grün geteilte Schild zeigt oben den wachsenden hessischen Löwen, unten eine aufgehende, goldene Sonne.“
4. ↑  Baunatal: „In Rot ein kreuzförmig gestaltetes Vierblatt auf silberner Scheibe.“
5. ↑  Breuna: „Im von Silber und Rot im Flammenschnitt mit vier Spitzen geteilten Schilde oben drei grüne Eichenblätter, unten eine silberne Rose mit goldenem Butzen und goldenen Kelchblättern.“
6. ↑  Calden: „Im grünen Schild zwei voneinander abgekehrte silberne Zimmermannsäxte, deren Stiele durch eine erniedrigte, fünfblättrige goldene Kleeblattkrone gesteckt sind.“
7. ↑  Espenau: „Im von Rot und Silber gevierten Schilde ein ebenfalls, aber von Silber und Grün geviertes Espenblattkreuz.“
8. ↑  Fuldabrück: „Im roten Schild einen silbernen, schrägrechten Wellenbalken, das Ganze überdeckt von einem silbernen, mit vier grünen Kleeblättern belegten Schräglinksbalken.“
9. ↑  Fuldatal: „In Rot ein silberner, fünffach unterteilter schräger Wellenbalken, begleitet von zwei goldenen Eichenblättern.“
10. ↑  Grebenstein: „In Gold über drei blauen Felsen, deren äußere mit je zwei grünen Blättern besteckt sind, ein auf rot gezäumtem silbernen Pferd linkshin sprengender, blau gerüsteter und barhäuptiger Reiter mit silbernem Waffenrock; mit der Linken hält er einen blauen Schild, darin ein golden gekrönter und bewehrter, neunmal von Silber und Rot geteilter Löwe; mit der Rechten schwingt er ein silbernes Schwert.“
11. ↑  Habichtswald: „Im goldenen Schild über einem tannengeschnittenen grünen Schildfuß das schwarze Flugbild eines Habichts.“
12. ↑  Helsa: „Vor einer verbreiterten linken blauen Flanke, darin eine halbe ausgerissene silberne Esche am Spalt, vorne in Rot über einem silbernen Glasbläserzeichen (ein oben in eine liegende 8 mündendes Kreuz), belegt mit einem blauen Hahn.“
13. ↑  Hofgeismar: „In Rot ein schwebender silberner Torbau mit kuppelbekröntem Mittelturm zwischen Fialen; darunter ein achtspeichiges silbernes Rad.“
14. ↑  Immenhausen: „Über grünem Dreiberg mit springendem goldenen Hirsch in Blau drei gezinnte, silberne Türme mit Kuppeldächern.“
15. ↑  Kaufungen: „Auf Blau eine romanische silberne Arkadengruppe mit Brüstung über grünem Schildfuß.“
16. ↑  Liebenau: „In Blau eine silberne Burg mit drei rotbedachten Türmen; vor dem Tore ein Schild mit dem siebenmal von Rot und Silber geteilten Hessischen Löwen.“
17. ↑  Lohfelden: „In von Gold und Grün geteiltem Schild drei (1:2) göpelförmig gestellte Eichenblätter in verwechselten Farben.“
18. ↑  Naumburg: „In Blau über beiderseits ansteigender silberner Zinnenmauer mit offenem Stadttor, darin ein achtspeichiges rotes Rad, ein silberner Turm mit rotem Kuppeldach; beiderseits je eine zugewendete, gelehnte, golden gesäumte silberne Bischofsmütze.“
19. ↑  Nieste: „In einem roten Zinnenschildhaupt zu drei Zinnen, deren äußere aus dem Schildrand hervorgehen, ein silbernes Sensenblatt, unter dem Schildhaupt im wellenschnittartig von Silber und Grün schräggeteilten Schilde oben und unten in verwechselten Farben je einen aus der Wellenteilung ausgezogenen Buchenzweig zu drei Blättern.“
20. ↑  Niestetal: „Im roten Schild unter zwei gekreuzten silbernen Rodehacken ein silbernes Mühlrad.“
21. ↑  Reinhardshagen: „Im grünen Schild vor silbernem Dreiberg im Schildfuß einen silbernen, beblätterten Eichenstumpf mit zwei Eicheln an der Spitze.“
22. ↑  Schauenburg: „Im grünen Schild eine fünfblättrige silberne Blüte, belegt mit einem roten Turm mit fünf Zinnen.“
23. ↑  Söhrewald: „In Rot eine silberne Hirschstange deren Enden in Lilien auslaufen.“
24. ↑  Trendelburg: „Auf rotem Grund eine dreitürmige silberne Burg mit blauen Dächern, im Torbogen die golden gekrönte und blaugewandete Maria mit dem Kind.“
25. ↑  Vellmar: „Der von Rot und Silber quadrierte Schild ist belegt mit einem rot-silbernen Ring in verwechselten Farben.“
26. ↑  Wesertal: „In Blau ein neunmal von Silber und Rot geteilter Löwe, der einen goldenen Fisch in den Pranken hält.“
27. ↑  Wolfhagen: „In Gold auf grünem Boden ein zwischen drei Eichbäumen durchspringender rot gezungter schwarzer Wolf.“
28. ↑  Zierenberg: „In Blau eine schreitende, widersehende, rot gezungte silberne Hirschkuh.“
29. ↑  Landkreis Hofgeismar: „In Rot ein silberner Eichenstumpf mit Zweigen und Blättern.“
30. ↑  Landkreis Kassel: „In Blau ein mehrfach von Silber und Rot geteilter, golden gekrönter Löwe auf einem silbern eingefassten grünen Dreiberg; diesem aufgelegt schräg gekreuzt ein silberner Hammer und ein silberner Schlegel, darauf in der Mitte eine aufrechte goldene Ähre.“
31. ↑  Landkreis Wolfhagen: „In Gold ein steigender, rot bewehrter schwarzer Wolf.“
32. ↑  Ehrsten:  „In Gold eine blau gekrönte rote Löwenmaske mit aus dem Mundwinkeln hervorbrechenden angewinkelten blau gekleideten Armen mit dem Betrachter zugewendeten roten Handflächen.“
33. ↑  Geiselwerder:  „In Blau ein neunmal von Silber und Rot geteilter Löwe, der einen goldenen Fisch in den Pranken hält.“
34. ↑  Heisebeck: „In einem von Silber und Rot gespaltenen Schild vorne in Silber eine grüne Tanne auf grünem Boden und hinten in Rot eine gestürzte silberne Forelle.“
35. ↑  Helmarshausen: „Im goldenen Schild innerhalb einer roten Stadtmauer drei rote spitzbedachte Türme, deren mittlerer ein Kreuz trägt und von zwei blauen Blüten beseitet ist; im goldenen Tor der wachsende blaugewandete, golden nimbierte Apostel Paulus mit Schwert und Buch.“
36. ↑  Immenhausen (alt):  „Geteilt von Blau und Grün durch einen gesenkten silbernen Kleeblattbogen; auf ihm stehend drei silberne Zinnentürme, der mittlere breiter und mit Zeltdach; unten ein gelehnter blauer Schild, darin ein golden gekrönter und golden bewehrter, siben mal von Silber und Rot geteilter Löwe.“
37. ↑  Karlshafen:  „In blau auf einem hohen grünen Berg eine silberne Burg mit niedrigem Zinnenturm rechts und höherem links, dazwischen ein rot bedachtes Gebäude.“
38. ↑  Oberweser: „In Blau ein neunmal von Silber und Rot geteilter Löwe, der einen goldenen Fisch in den Pranken hält.“
39. ↑  Wellerode:  „In blau auf einem hohen grünen Berg eine silberne Burg mit niedrigem Zinnenturm rechts und höherem links, dazwischen ein rot bedachtes Gebäude.“
40. ↑  Wahlsburg: „Im gespaltenen Schilde vorne in Rot eine durchgehende silberne romanische Säule und ist hinten im Schlaufenschnitt sechsmal von Silber und Grün geteilt.“